# Ерисов, Александр Трофимович
Александр Трофимович Ерисов (26 апреля (9 мая) 1906, Киев, Российская империя — 3 января 1994, Полтава, Украина) — советский и польский военачальник, полковник танковых войск СССР, полковник Войска Польского.

## Ранняя биография
Александр Ерисов родился в Киеве, когда его матери Поле было 23 года. Неясно, кто был его отцом. В официальной автобиографии он пишет, что его отец, Михаил Пронин, работал сапожником в частной мастерской в Киеве. В воспоминаниях матери написано, что он был рабочим водочного завода. Она познакомилась с ним, когда переехала в Киев к своей тёте, Анне Васильевне Федоровской. За участие в забастовках его арестовали в 1907 году. Больше Поля его не видела.
Годовалым ребёнком в 1907 году он был перевезён матерью в Полтаву, где она устроилась работать кухаркой у доктора Савинова. В 1910 году она с семьёй доктора уехала в Сибирь на Ленские золотые прииски, а сына оставила у своего отца в селе Васильевка.
Александр рос в семье своего деда Трофима Васильевича, который усыновил его, и Александр получил фамилию деда Ерисов и отчество Трофимович. Дед его и воспитывал. Его бабушка Лукерья проколола ногу ржавым гвоздём и рано умерла от заражения столбняком.
С детства Александр мечтал быть военным: военная форма, обеспеченность, семья, домашние радости. Он стремился к знаниям, понимая, что только так сможет встать на ноги, стать тем, кем мечтал. Имея 5 классов образования в сельской школе, в 1925 году Александр приехал в Ленинград поступать в пехотное училище. Сделав 22 грамматические ошибки в диктанте, он провалил экзамен. Он понимал, что его запас знаний был весьма скуден. Александр чувствовал уважение к людям, получившим хорошее образование, и страдал от недостатка собственного.
Васильевская церковноприходская школа не превышала обычного низкого уровня тогдашних захолустных учебных заведений. По воспоминаниям Александра, грамоте в ней учили на русско-украинском языке.
В диктанте Александр применял старую орфографию и допустил другие грамматические ошибки. Кроме того, он не прошёл медицинскую комиссию: у него была понижена кислотность, болен желудок.
Решив, что добьется поступления в следующей попытке, Александр пошёл в конюхи при училище. Вышло это случайно. Удручённый неудачей с экзаменами Александр сидел на скамейке где-то на Садовой улице. Рядом присел какой-то незнакомец. Возможно, из-за выражения отчаяния на его лице этот человек заговорил с ним, рассказал, что проводит в училище занятия по верховой езде, что обучение верховой езде является обязательным, что в училище своя конюшня и прекрасные лошади. В разговоре выяснилось, что оба любят лошадей. Разговорившись вначале о лошадях, Александр рассказал и о своём провале. На предложение пойти работать конюхом в училище он не только согласился, а и был очень обрадован, потому что любил лошадей и прекрасно умел с ними обходиться.
В училище проводились показательные соревнования на лошадях. Александр стал случайным участником соревнований. Сидя верхом на скачущем коне и дав ему полную волю, он пустил коня рысью. Когда конь стремительно понесся, он сменил рысь на галоп, и, свесившись с коня, зубами поднял с земли носовой платок. На него обратил внимание посетивший соревнования начальник училища. После соревнований он вызвал Александра и, узнав, что тот не курсант и провалился с поступлением, сказал, что с этой минуты он может считать себя курсантом. Александр договорился, чтобы за него кто-то прошёл медицинскую комиссию. Так он поступил в военное училище.

## Военачальник
В РККА с 1925 года. Место призыва: Ленинградский РВК, Ленинградский р-н, г. Москва.
С мая 1935 года по июль 1938 года — слушатель Военно-политической академии РККА им. В. И. Ленина.
С июля 1938 года по май 1939 года военный комиссар 22 стрелковой дивизии 26 стрелкового корпуса 1 отдельной Краснознаменной армии.
Участник боев у озера Хасан в 1938 году.
С мая 1939 года по декабрь 1939 года военный комиссар 59 стрелкового корпуса 1 отдельной Краснознаменной армии.
13 сентября 1939 года военкому 59-го стрелкового корпуса А. Т. Ерисову присвоено звание бригадный комиссар.
С июня 1940 года по июнь 1941 года — военком Орловского бронетанкового училища им. М. В. Фрунзе.
Участник Великой Отечественной войны с 1941 года на Западном, Сталинградском, Воронежском и Юго-Западном фронтах.
Контужен 26 августа 1942 года.
С 21 июля 1941 года по 14 сентября 1941 года — бригадный комиссар 13-й танковой дивизии. Приказ НКО № 00530 от 21.07.1941 г.
С 14 сентября 1941 года по 23 ноября 1942 года — военком 47-й танковой бригады. Приказ НКО № 07142 от 23.11.1942 г.
С 24 ноября 1942 года по 15 января 1943 года — командир 224-й отдельной танковой бригады.
С 15 января 1943 года по 30 марта 1943 года — командир 11-й танковой бригады, Юго-Западный фронт.
С апреля 1943 года по май 1943 года — в распоряжении Управления кадров БТ и МВ Красной Армии.
С мая 1943 года по август 1943 года — слушатель Академических курсов усовершенствования офицерского состава при Военной Академии БТ и МВ КА им. Сталина.
С сентября 1943 года по 6 августа 1944 года заместитель начальника отдела использования опыта Отечественной войны Генерального штаба Красной Армии.
С 6 августа 1944 года по декабрь 1944 года Начальник бронетанкового отдела Белорусского военного округа.
Учитывая большой опыт Александра Ерисова службы в танковых войсках и на штабной работе, а также то, что ещё до войны он изучал польский язык, в декабре 1944 года направлен на службу в польскую армию.
C декабря 1944 года по сентябрь 1945 года — начальник штаба 1 танкового корпуса Войска Польского.

«…Сумел много сделать по сколачиванию и подготовке штаба, организации порядка и работы всех отделов штаба. На фронте во время выполнения корпусом оперативных заданий по сосредоточению в новых районах организовал четкое управление войсками и контроль. Штабную работу знает, имеет большой боевой опыт и опыт в командовании соединениями. Тактически подготовлен хорошо. Командир с большим кругозором, требователен к себе и подчиненным. Занимаемой должности вполне соответствует. Достоин присвоения воинского звания генерал-майор танковых войск».— 25 апреля 1945 года Кимбар И.К.  "Служебная характеристика на начальника штаба Ерисова" (отрывок)
В сентябре 1945 года закончил службу в польских вооруженных силах и вернулся в Советский Союз.
С сентября по декабрь 1945 года — в Распоряжении Управления кадров БТ и МВ Красной Армии.
Уволен в запас 3 января 1946 года.

## Историк
После окончания Второй мировой войны Александр Ерисов становится историком и до конца жизни публикуется во множестве книг и журналов на исторические темы. Автор более 100 работ, которые продолжают печатать и перепечатывать по сей день.
Основные темы исторических исследований — Вторая мировая война и Полтавская битва.
Много лет работал заместителем директора по научной части Полтавского краеведческого музея и Государственного историко-культурного заповедника «Поле Полтавской битвы».
Похоронен на Центральном кладбище Полтавы.

## Награды
- Кавалерский крест ордена Virtuti Militari (Польша, 1945)
- Орден Кутузова II степени (27.06.1945)
- Орден Красного Знамени (06.11.1947)
- Орден Красной Звезды (07.10.1944)
- Орден Отечественной войны 1-й степени (06.04.1985)
- Орден Отечественной войны 2-й степени
- Медаль «За оборону Сталинграда» (22.12.1942)
- Медаль «За освобождение Праги» (1945)
- Медаль «За боевые заслуги» (1944)
- Медаль «За участие в боях за Берлин» (Польша)
- Медаль «За Варшаву 1939—1945» (Польша)
- Медаль «За победу над Германией в Великой Отечественной войне 1941—1945 гг.» (1945)
- Знак «Участнику Хасанских боёв»
- Медаль «В ознаменование 100-летия со дня рождения Владимира Ильича Ленина» (5.11.1969)